# Ridge Racer 64
Ridge Racer 64 es un videojuego de carreras desarrollado por Nintendo Software Technology para Nintendo 64 en el año 2000. Cuenta con pistas de Ridge Racer y Ridge Racer Revolution y su propio conjunto de pistas en el desierto exclusivo para Nintendo 64, llamado Renegade.

## Ridge Racer DS
Ridge Racer DS es un videojuego para Nintendo DS basado en el videojuego de Nintendo 64. El videojuego se rehízo para hacer uso de funciones en el DS, como la pantalla táctil y el multijugador inalámbrico, al tiempo que proporciona una experiencia muy similar a su contraparte original. [cita requerida]

## Recepción
| Críticas Publicación Calificación N64 DS AllGame [ 1 ] N/A Electronic Gaming Monthly 8/10 [ 2 ] 5.17/10 [ 3 ] Eurogamer N/A 6/10 [ 4 ] GameFan 95% [ 5 ] N/A Game Informer 7.25/10 [ 6 ] 7/10 [ 7 ] GamePro (MM) [ 8 ] (Fr.) [ 9 ] [ 10 ] GameSpot 8.4/10 [ 11 ] 6.6/10 [ 12 ] GameSpy N/A [ 13 ] Hyper Magazine 90% [ 14 ] N/A IGN 9/10 [ 15 ] 7.5/10 [ 16 ] N64 Magazine 91% [ 17 ] N/A Nintendo Power 7.9/10 [ 18 ] 3.6/5 [ 19 ] Detroit Free Press N/A [ 20 ] The Sydney Morning Herald N/A [ 21 ] Puntuaciones de reseñas Metacritic 82/100 [ 22 ] 63/100 [ 23 ] |              |              |
| Críticas |              |              |
| Publicación | Calificación | Calificación |
| Publicación | N64          | DS           |
| AllGame | [ 1 ]        | N/A          |
| Electronic Gaming Monthly | 8/10         | 5.17/10      |
| Eurogamer | N/A          | 6/10         |
| GameFan | 95%          | N/A          |
| Game Informer | 7.25/10      | 7/10         |
| GamePro | (MM) · (Fr.) | [ 10 ]       |
| GameSpot | 8.4/10       | 6.6/10       |
| GameSpy | N/A          | [ 13 ]       |
| Hyper Magazine | 90%          | N/A          |
| IGN | 9/10         | 7.5/10       |
| N64 Magazine | 91%          | N/A          |
| Nintendo Power | 7.9/10       | 3.6/5        |
| Detroit Free Press | N/A          | [ 20 ]       |
| The Sydney Morning Herald | N/A          | [ 21 ]       |
| Puntuaciones de reseñas |              |              |
| Metacritic | 82/100       | 63/100       |

Michael Wolf reseñó la versión de Nintendo 64 del videojuego para la revista Next Generation, calificándolo con cuatro estrellas de cinco, y declaró que «Si bien Ridge Racer 64 se sentirá muy familiar para los fanáticos de Ridge Racer, ofrece suficientes características y bonificaciones para que sea algo imprescindible para cualquier jugador de carreras de N64».
La versión de N64 recibió reseñas "favorables", mientras que la nueva versión de DS recibió reseñas "mixtas", según el sitio web agregador de reseñas Metacritic.